# Veliki Trnovac
Veliki Trnovac (cyr. Велики Трновац) – wieś w Serbii, w okręgu pczyńskim, w gminie Bujanovac. W 2002 roku liczyła 6762 mieszkańców.